# Докерамичен неолит B
Предкерамичният неолит B (на английски: Pre-Pottery Neolithic, PPNB) е ранната неолитна култура на Леванта от предкерамичния период, IX – VII хилядолетия пр. н.е. Първоначално е определена в района на град Йерихон. Тя се развива от предишната натуфийска култура. В сравнение със свързаната с нея култура PPNA се появява късно и има по-северен произход, от горния Ефрат. Изчезването на PPNB съвпада с период на глобалното захлаждане около 6200-те г. пр.н.е.
От културите на предкерамичния неолит А, който комбинира предимно селското стопанство с лова и събирането, се отличава с по-голяма зависимост от домашните животни. Каменните инструменти и оръжията също са значително различни. Вместо закръглени сгради се издигат правоъгълни конструкции. Подовете и стените на жилищата са покрити със слой от полирана вар, направена чрез обгаряне на варовик. Може би това подготвя появата в следващата епоха на съдове, изработвани от печена бяла глина, която в края на VIII хилядолетие пр.н.е. се е ползвала само за обмазване на плетени кошници .
Основните селища са Айн Газал и Иифтахел в Западна Галилея, Невалъ чори и Абу-Хурейр в Ефрат, Чайону в горното течение на Тигър. От 7200 BC. до Хр. – Йерихон. Също така, прекерамичният неолит B е представен в праисторическия Кипър от X – IX хилядолетие пр.н.е.
По време на захлаждането около 6200 г. пр.н.е. в района на селището Айн Газал е имало преход от културата PPNB към малко по-различната култура на предкерамичен неолит C (PPNC), която съществува до 5900 г. пр. Хр. Предполага се, че под нейно влияние е възникнала културата на номадските племена на Близкия изток .
Културите на предкерамичния неолит са изтласкани от Палестина, Левант и Междуречието от шумерите и говорещите семитски езици към Анатолия, където потомците им достигнали западния бряг през неолита и проникнали на Балканите на границата неолит-медна епоха.
В представителите на PPNB култура са намерени Y-хромозомните хаплогрупи H2, Е, СТ, Т и митохондриалните хаплогрупи R0a, T1a, K, K1a4b, L3, U*, HV, H, N*.